# Latécoère 570
Die Latécoère 570 war ein französischer mittelschwerer Bomber aus dem Jahre 1939. Es wurde lediglich ein Prototyp zu Demonstrationszwecken fertiggestellt.

## Geschichte
Die Latécoère 570 entstand als Antwort des französischen Flugzeugbauunternehmens Latécoère auf die Spezifikation B4 (Bomber mit Vierer-Besatzung) der Armée de l’air aus dem Jahre 1935. Die Konstruktion stand dabei in Konkurrenz zu den Typen Lioré & Olivier LeO 45, Amiot 341 und Romano R-120.
Der Prototyp war mit zwei 1125-PS-Motoren Hispano-Suiza 14Aa-08 ausgestattet und flog erstmals im August 1939. Das Flugzeug erreichte dabei eine Höchstgeschwindigkeit von 560 km/h (auf 5000 m Flughöhe) und war damit über 50 km/h schneller als der Konkurrenztyp LeO 451 (allerdings wahrscheinlich ohne Bewaffnung, hierzu liegen keine Informationen vor). Da letzterer aber bereits zwei Jahre früher zum Erstflug gestartet und seine Produktion bereits angelaufen war, bekam er den Vorzug gegenüber der Latécoère 570.

## Konstruktion
Die Latécoère 570 war ein zweimotoriger Mitteldecker mit Doppelseitenleitwerk und verglastem Bug. Das Fahrwerk konnte in die Motorgondeln eingezogen werden. Den Antrieb gewährleisteten zwei je 1125 PS leistende Sternmotoren Hispano-Suiza 14Aa-08.

## Technische Daten
| Kenngröße             | Daten                                                                         |
| --------------------- | ----------------------------------------------------------------------------- |
| Länge                 | 18,80 m                                                                       |
| Höhe                  | 6,51 m                                                                        |
| Spannweite            | k. A.                                                                         |
| Flügelfläche          | 78,00 m²                                                                      |
| Antrieb               | zwei Sternmotoren Hispano-Suiza 14Aa-08 mit je 1.125 PS (ca. 830 kW) Leistung |
| Höchstgeschwindigkeit | 560 km/h auf 5000 m Flughöhe                                                  |
| Steigrate             | k. A.                                                                         |
| Dienstgipfelhöhe      | 8800 m                                                                        |
| Reichweite            | 1500 km                                                                       |
| Leermasse             | k. A.                                                                         |
| Startmasse            | k. A.                                                                         |
| Besatzung             | 4                                                                             |
| Bewaffnung            | eine 20-mm-Kanone, 1000 kg Bombenlast (vorgesehen)                            |

## Einsatzländer
- Frankreich (nur Tests)

## Vergleichbare Muster
- Frankreich: Amiot 351, Bloch MB.175, Lioré & Olivier LeO 45, SNCAC NC.150
- Vereinigtes Königreich: Bristol Blenheim
- Vereinigte Staaten: North American B-25 Mitchell, Martin 167
- Deutsches Reich: Dornier Do 17, Heinkel He 111, Junkers Ju 88
- Italien: Savoia-Marchetti SM.79, Cant Z.1007
- Japan: Mitsubishi G3M
- Polen: PZL.37 Łoś
- Niederlande: Fokker T.V